# Grosse Pointe Farms
Cet article concerne la ville de Grosse Pointe Farms. Pour les communautés voisines homonymes, voir Grosse Pointe.
Grosse Pointe Farms est une ville située dans l’État américain du Michigan, dans le comté de Wayne. C'est maintenant une banlieue de Détroit.  Sa population, selon le recensement de 2000, était de 9 764 habitants.

## Histoire
En 1669, l'explorateur français Louis Jolliet arpente cette région des Grands Lacs.
En 1701, Antoine de Lamothe-Cadillac traverse cet endroit qui prend son appellation française.

## Monuments
- Église catholique Saint-Paul (1895), inscrite au Registre national des lieux historiques

## Personnalités
- Prince Serge Obolensky, époux de Marilyn Fraser-Wall, décédé à Grosse Pointe Farms en 1978.
- Meg White, musicienne dans le groupe The White Stripes y est née.